# Whitney Museum of American Art
Whitney Museum of American Art – nowojorskie muzeum sztuk pięknych.
Założone przez rzeźbiarkę i kolekcjonerkę Gertrude Vanderbilt Whitney i otwarte dla publiczności w 1931 roku jest prawdopodobnie najważniejszym muzeum poświęconym sztuce amerykańskiej i tworzącym ją artystom. Gromadzi dzieła XX-wiecznej i współczesnej sztuki amerykańskiej koncentrując się na pracach żyjących artystów.

## Historia

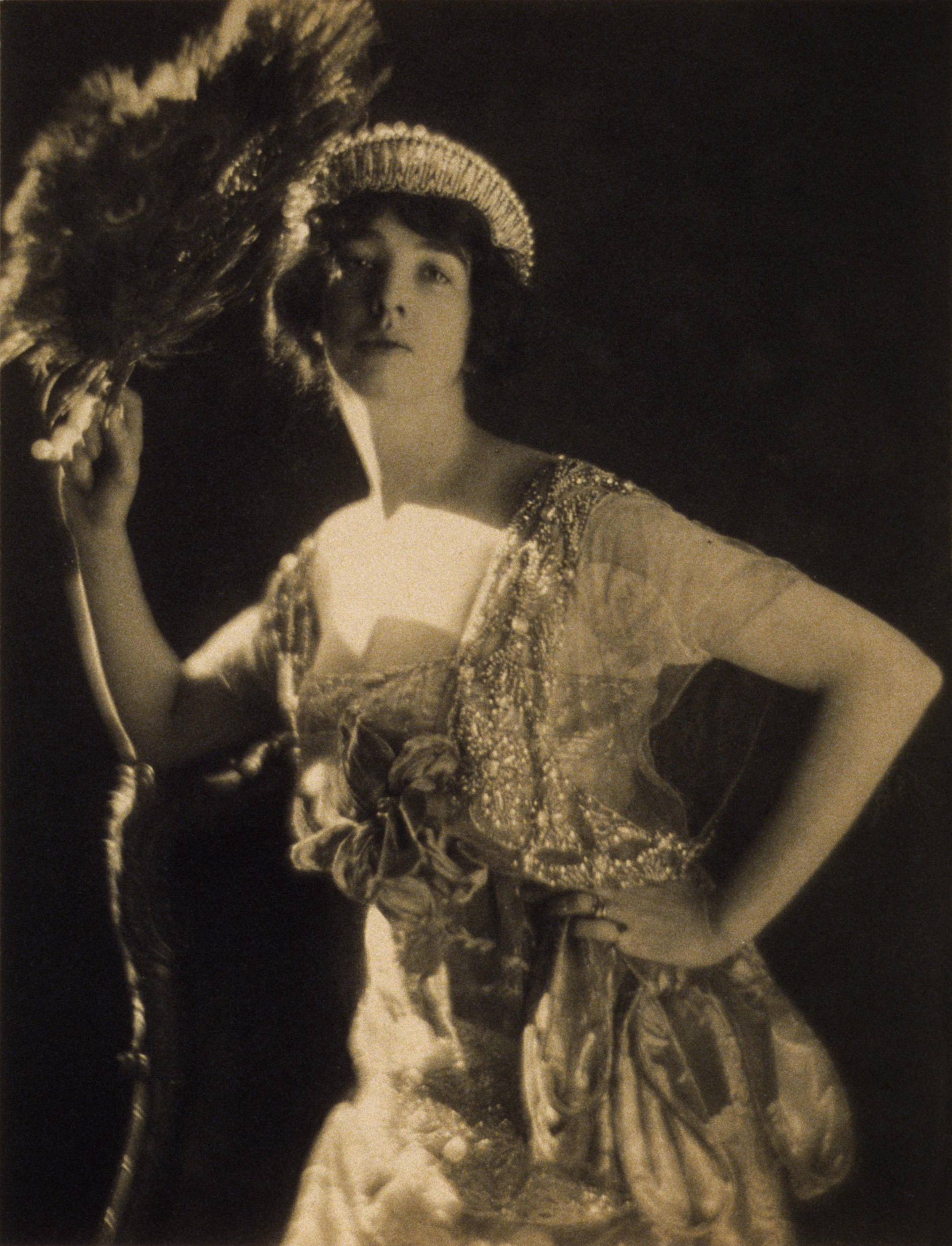
Gertrude Vanderbilt Whitney, fotografia z magazynu Vogue z 15 stycznia 1917

Whitney Museum of American Art zawdzięcza swoje powstanie rzeźbiarce Gertrude Vanderbilt Whitney. Ponieważ na początku XX wieku debiutujący artyści mieli duże trudności z wystawianiem lub sprzedażą swoich prac na terenie Stanów Zjednoczonych, Whitney rozpoczęła skupowanie i wystawianie ich prac stając się tym samym wiodącym sponsorem sztuki amerykańskiej w okresie od 1907 roku aż do swojej śmierci w 1942 roku.
W 1914 roku Whitney założyła Whitney Studio przy Greenwich Village, gdzie organizowała wystawy prac żyjących artystów amerykańskich, których twórczość była ignorowana przez tradycyjne uczelnie. Do 1929 roku zgromadziła ponad 500 prac, które przekazała w darze dla Metropolitan Museum of Art. Gdy jej dar został odrzucony, założyła własne muzeum, poświęcone wyłącznie na sztuce i artystom Stanów Zjednoczonych. Whitney Museum of American Art zostało założone w 1930 roku a otwarte w 1931 roku w budynku położonym przy West Eighth Street i Greenwich Village.
W 1954 roku muzeum przeniosło się do nowej siedziby przy West 54th Street. Z powodu rosnących zbiorów i braku miejsca pod ich ekspozycję muzeum w 1963 roku nabyło działkę przy Madison Avenue i 75th Street. Działka ta należała do dewelopera i kolekcjonera sztuki Iana Woodnera i była zabudowana starymi kamienicami, które wyburzono pod planowany budynek muzeum. Budynek, zaprojektowany przez Marcela Breuera otwarto w 1966 roku. Jego nowoczesna, granitowa bryła wzbudziła liczne kontrowersje. Krytyk sztuki i autorka dzieł o architekturze Ada Louise Huxtable określiła go jako „zwalisty, zapadnięty, ponury i styksowy”. Rosnące zbiory sprawiły, że muzeum z upływem czasu zaczęło borykać się z brakiem powierzchni pod ekspozycję swoich zbiorów. Od lat 80. XX wieku placówka próbowała rozbudować swój charakterystyczny obiekt, zatrudniając w tym celu takich architektów, jak Michael Graves, Rem Koolhaas i Renzo Piano. Ale za każdym razem porzucano te plany, czy to ze względu na koszty czy projekt, albo jedno i drugie. Częściowym wyjściem z tych kłopotów było otwieranie przez Whitney Museum filii w innych rejonach Nowego Jorku i okolicach: w Equitable Center przy Seventh Avenue i 52nd Street, przy Champion International Corporation w Stamford, w stanie Connecticut i przy Park Avenue i 42nd Street.

### Nowa siedziba
Rada nadzorcza nalegała jednak na budowę nowej siedziby. W 2008 roku spadkobierca firmy kosmetycznej Leonard Lauder przekazał na rzecz Whitney Museum darowiznę 131 milionów dolarów, która była największą darowizną w historii muzeum. Postawił jednak warunek, że muzeum nie może sprzedać swej dotychczasowej siedziby. Warunek ten doprowadził do rozłamu w łonie 45-osobowej rady nadzorczej muzeum, w skład której wchodzili najzamożniejsi mecenasi sztuki w Nowym Jorku. Ostatecznie przeważył jednak pogląd, że muzeum nie będzie w stanie utrzymać dwóch obiektów. Muzeum rozpoczęło gromadzenie środków na zbudowanie nowej siedziby przy Gansevoort Street. Jego koszt opiewał na 680 milionów dolarów. Część potrzebnej kwoty wyasygnowało też miasto, a projektant nowej siedziby, Renzo Piano, zobowiązał się do zmiany swego projektu na tańszy, aby obniżyć koszty.
Nowa siedziba muzeum, położona w Meatpacking District, przy południowym końcu parku High Line została otwarta 1 maja 2015 roku. Budynek, mający 19000 m² powierzchni, kosztował 422 miliony dolarów, natomiast koszt całkowity inwestycji (wraz z wydatkami i darowizną) wyniósł 760 milionów. Przy jego realizacji firma Renzo Piano Building Workshop współpracowała z nowojorskim studiem projektowym Cooper Robertson. Galerie wystawowe umieścił Piano na najwyższych kondygnacjach ośmiopiętrowego budynku, aby do oświetlenia ekspozycji wykorzystać w maksymalnym stopniu światło dzienne.

## Zbiory
W chwili otwarcia muzeum w 1931 roku jego zbiory obejmowały około 600 prac pochodzących z prywatnej kolekcji Whitney, wśród których były obrazy takich artystów jak: Thomas Hart Benton, George Bellows, Stuart Davis, Edward Hopper, Maurice Brazil Prendergast i John French Sloan. W 1948 roku Muzeum zaczęła przyjmować prezenty z innych źródeł. Liczba eksponatów wzrosła do około 1300 w 1954 roku, gdy otwarto drugi budynek Muzeum i do około 2000 wraz z otwarciem budynku Breuera w 1966 roku.
W 1970 roku Whitney Museum otrzymało prace i materiały z majątku Edwarda Hoppera, przekazane w darze przez wdowę po nim, Josephine, stanowiące największy dar w historii Muzeum. Składa się nań około 2000 obrazów olejnych, akwarel, rysunków i grafik Hoppera. W 1976 roku Whitney Museum otrzymało kolejny dar, Lawrence H. Bloedel Bequest. W jego skład wchodziły dzieła takich artystów jak Milton Avery, Charles Demuth, Georgia O’Keeffe, Larry Rivers i Charles Sheeler. W 1979 roku Henry M. i Mary Ann Reed przekazali na rzecz Muzeum prace Morgana Russella (w tym jego obrazy, rysunki, notatki i korespondencję), a Felicia Meyer Marsh, wdowa po Reginaldzie Marshu podarowała ponad 850 jego obrazów, studiów olejnych, rysunków i szkiców, dzięki czemu Whitney Muzeum stało się właścicielem najbardziej znaczącego zbioru prac tego artysty.
W 1980 roku Muzeum otrzymało darowiznę około 90 dzieł takich artystów jak Alexander Calder, Arshile Gorky, Marsden Hartley, Edward Hopper, Louise Nevelson, Georgia O’Keeffe, Maurice Brazil Prendergast, Robert Rauschenberg i John French Sloan. W latach 90. Muzeum zakupiło prace Agnes Martin, Geralda Murphy’ego, Jaspera Johnsa oraz kolekcję rysunków Claesa Oldenburga i jego małżonki, Coosje van Bruggen. W 2002 roku Muzeum otrzymało w darze 86 dzieł powojennej sztuki amerykańskiej, stworzonych przez takich artystów, jak Jackson Pollock, Helen Frankenthaler, Jasper Johns, Franz Kline, Ellsworth Kelly, Roy Lichtenstein i Andy Warhol.
Dziś kolekcja stała Whitney Museum obejmuje około 22000 obrazów, rzeźb, grafik, rysunków i fotografii reprezentujących ponad 3000 artystów. Ponadto muzealna biblioteka, Frances Mulhall Achilles Library posiada w swoich zbiorach 65000 książek i katalogów wystawowych oraz ponad 500 periodyków dotyczących sztuki amerykańskiej.

### Galeria

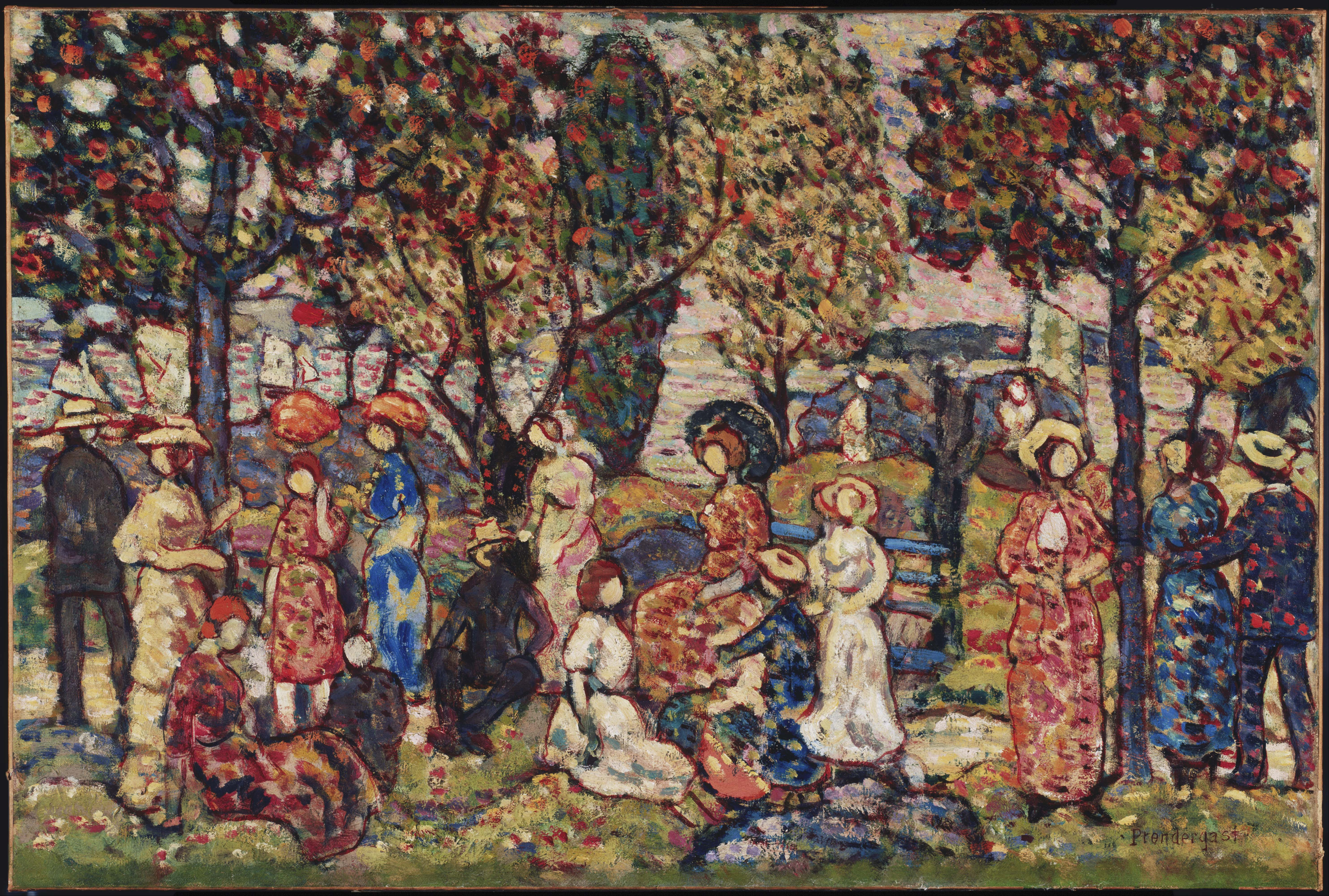
Maurice Brazil Prendergast, Jesień, 1901
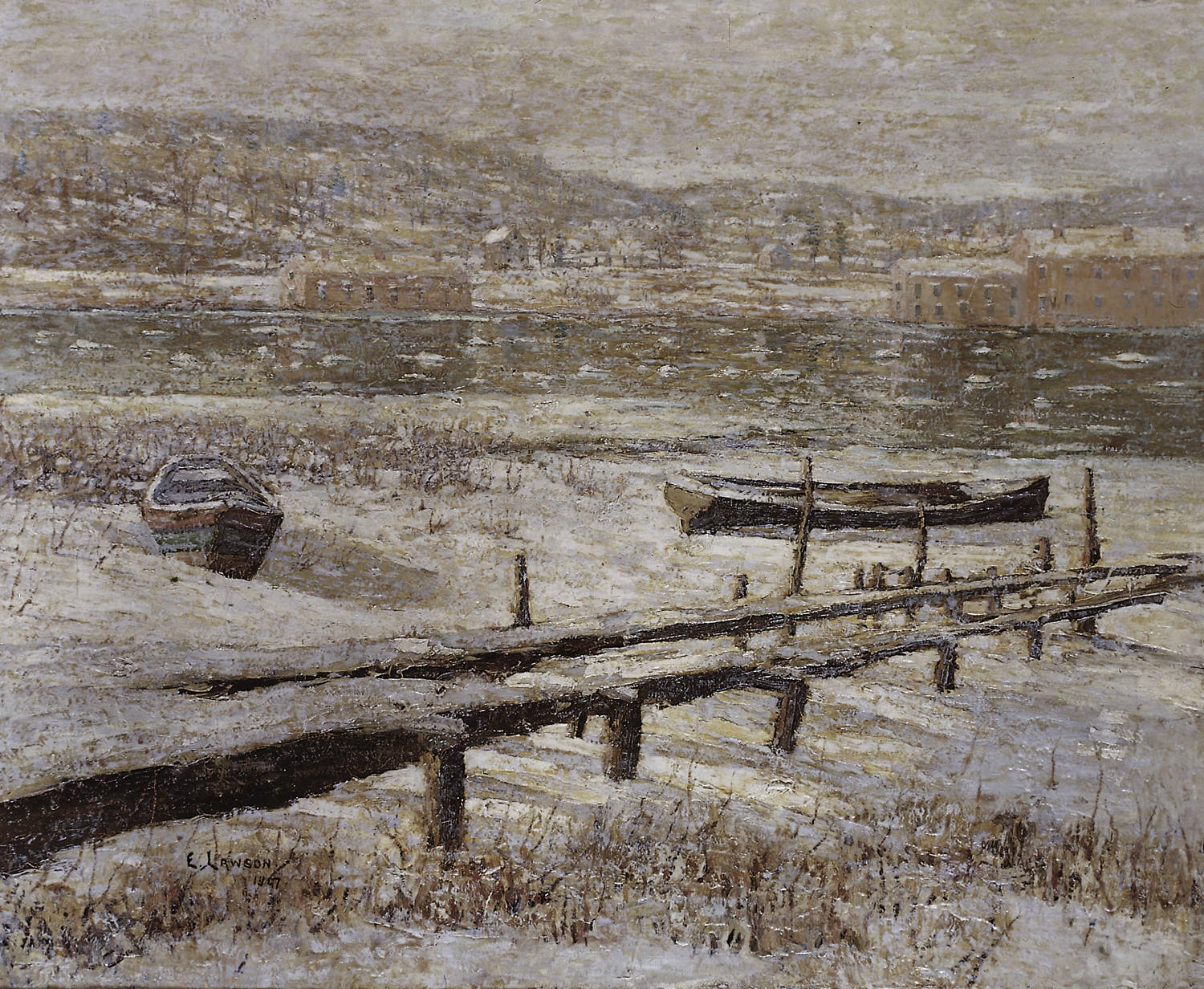
Ernest Lawson, Zima nad rzeką, 1907
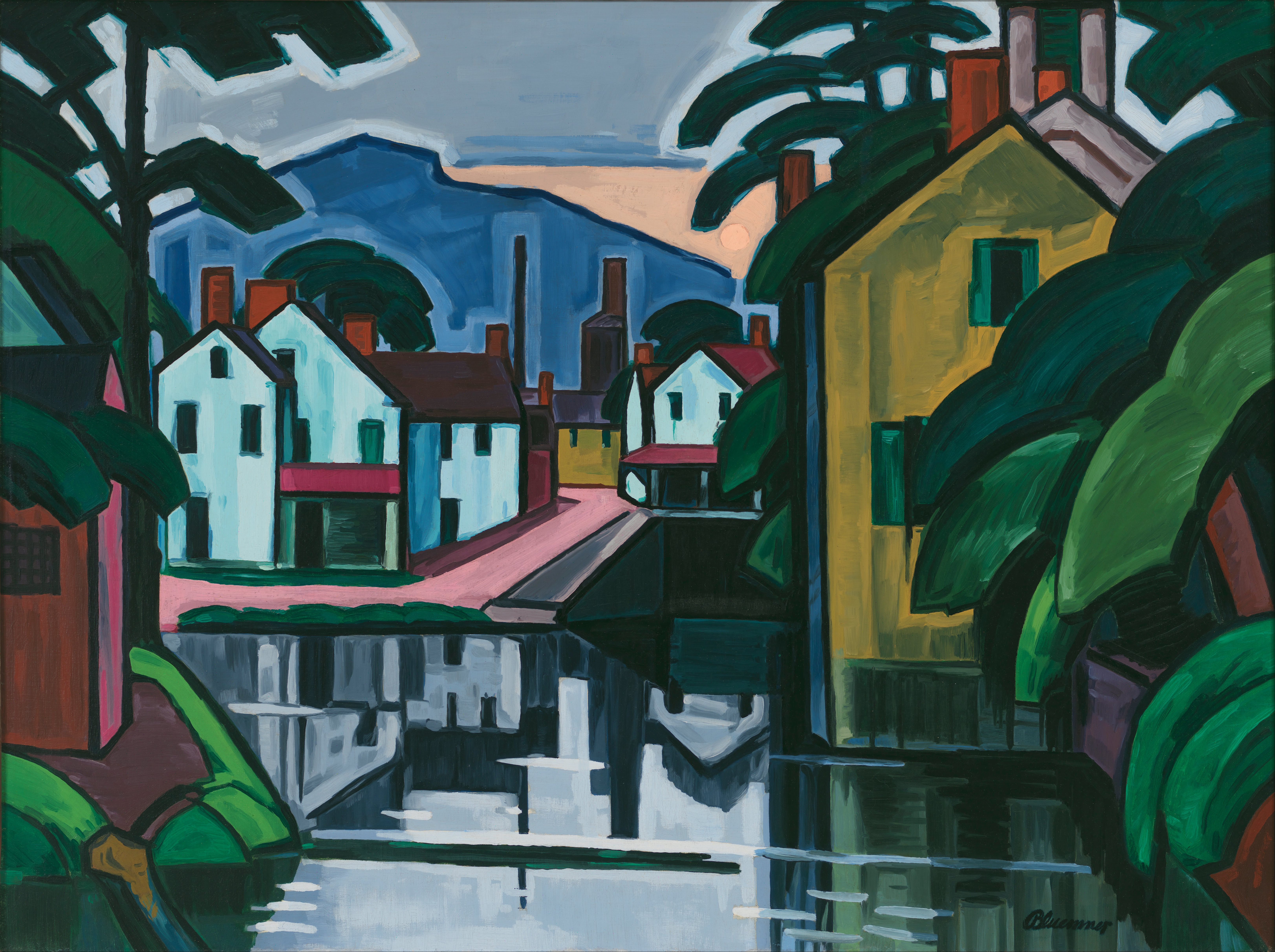
Oscar Bluemner, Port nad starym kanałem, 1914
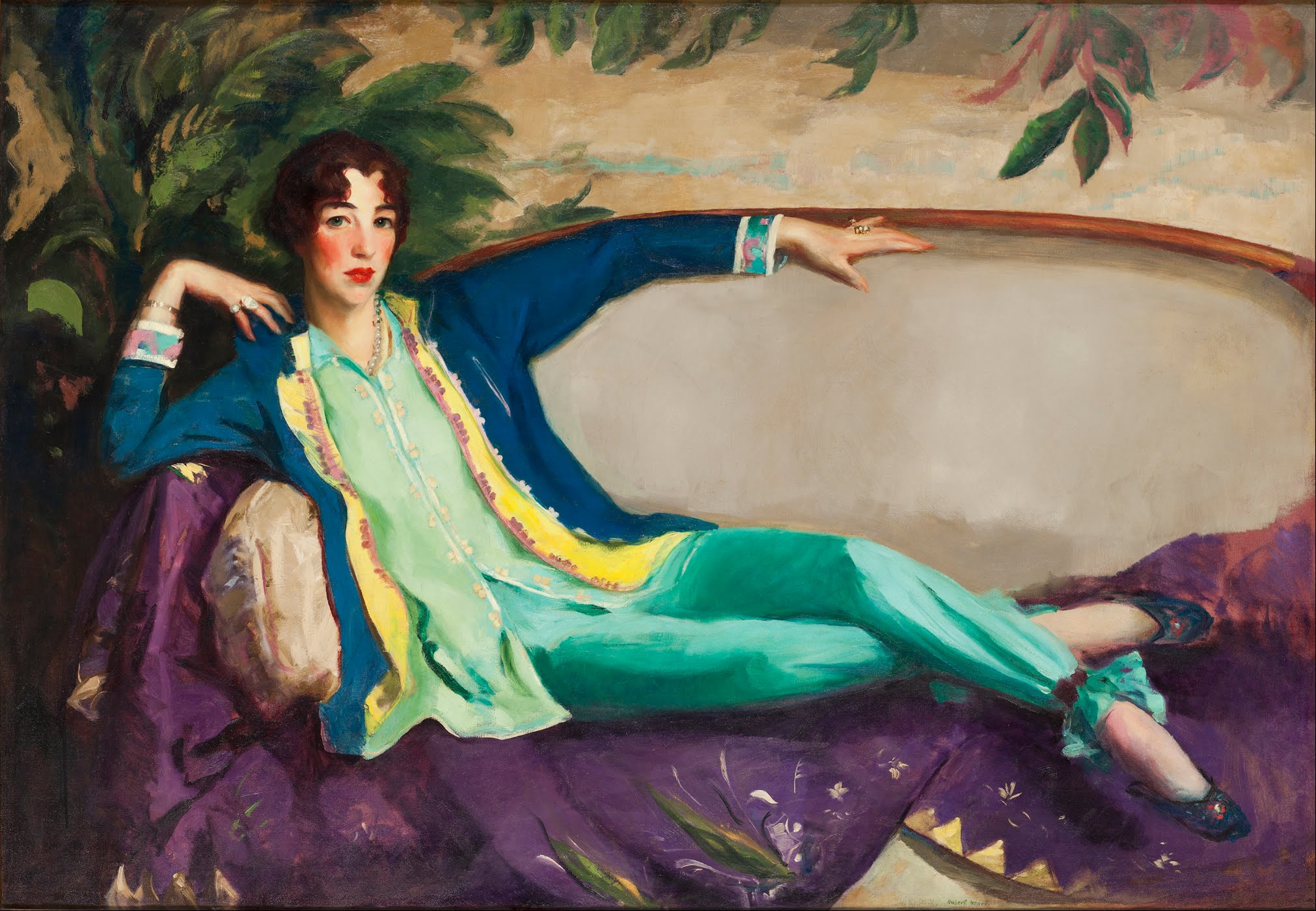
Robert Henri, Gertrude Vanderbilt Whitney, 1916
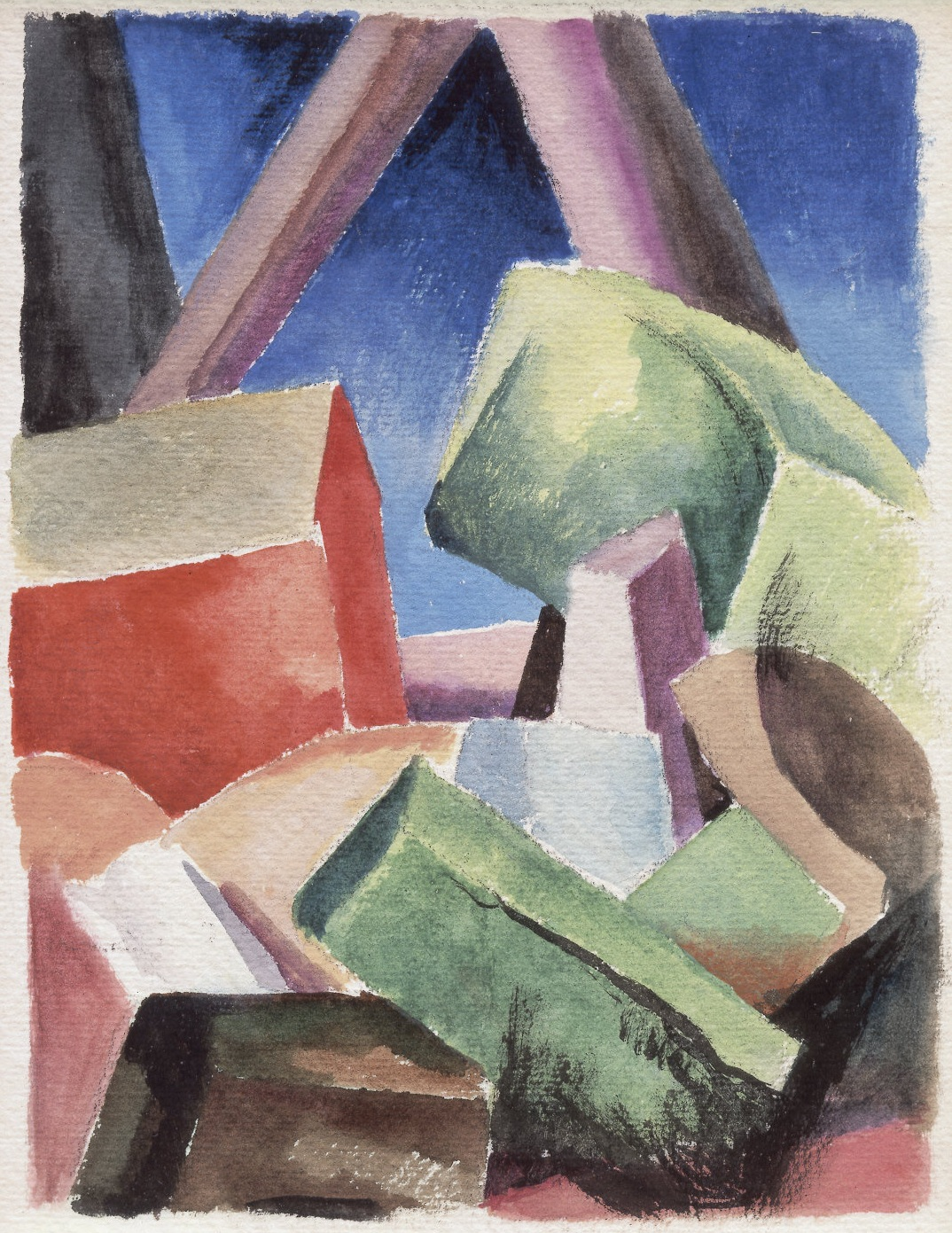
Thomas Hart Benton, Dom w kubistycznym pejzażu (akwarela), 1915–1920
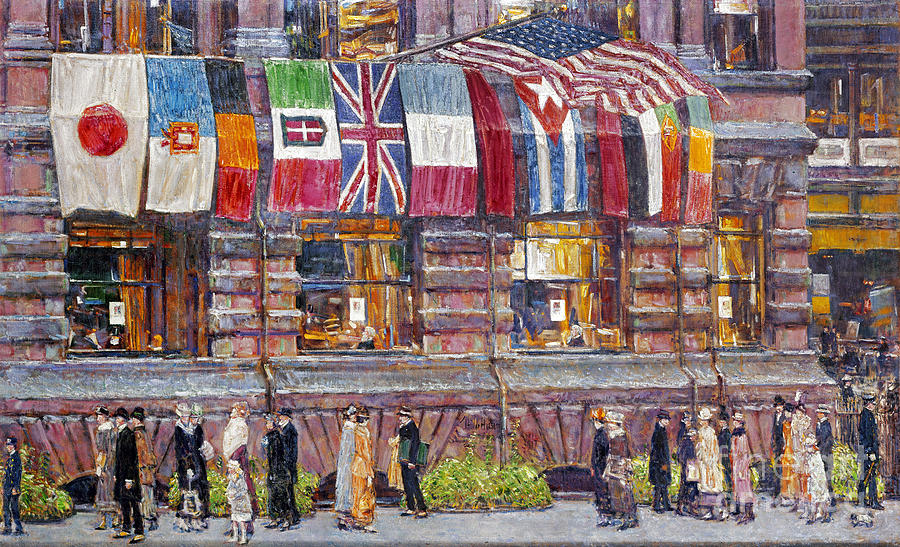
Childe Hassam, Sprzymierzone flagi, kwiecień 1917, 1917
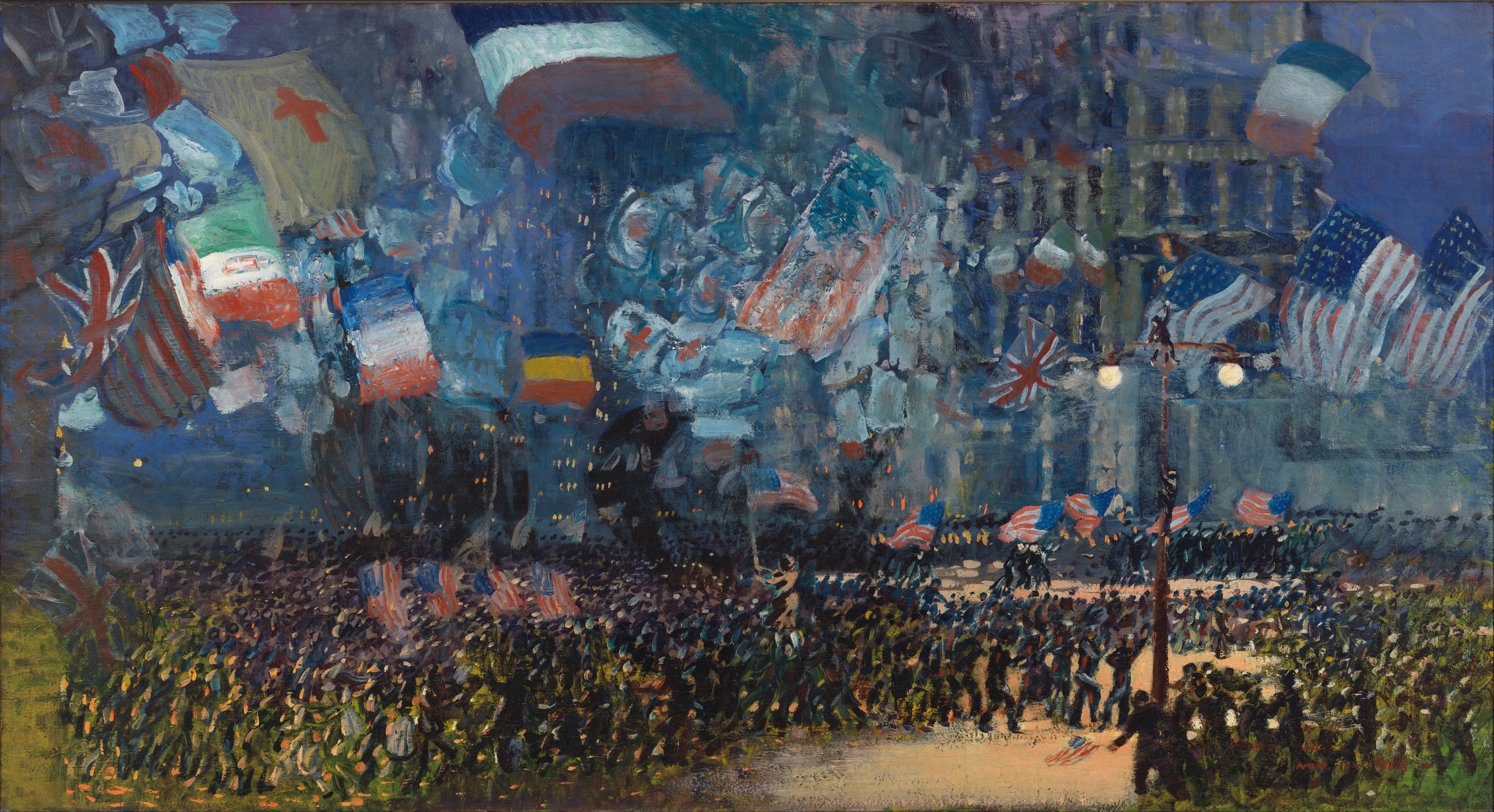
George Luks, Noc rozejmu, 1918
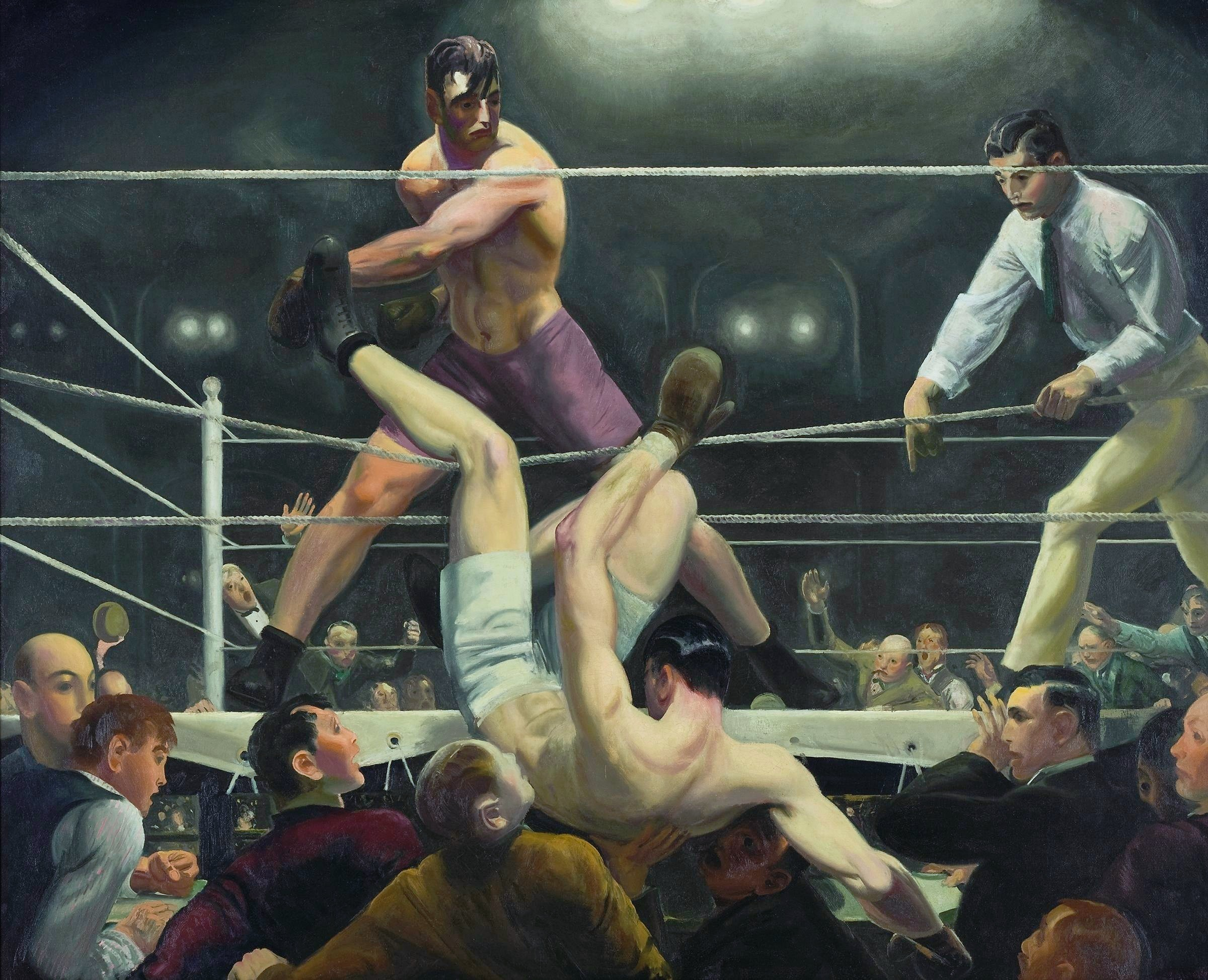
George Bellows, Dempsey i Firpo, 1924
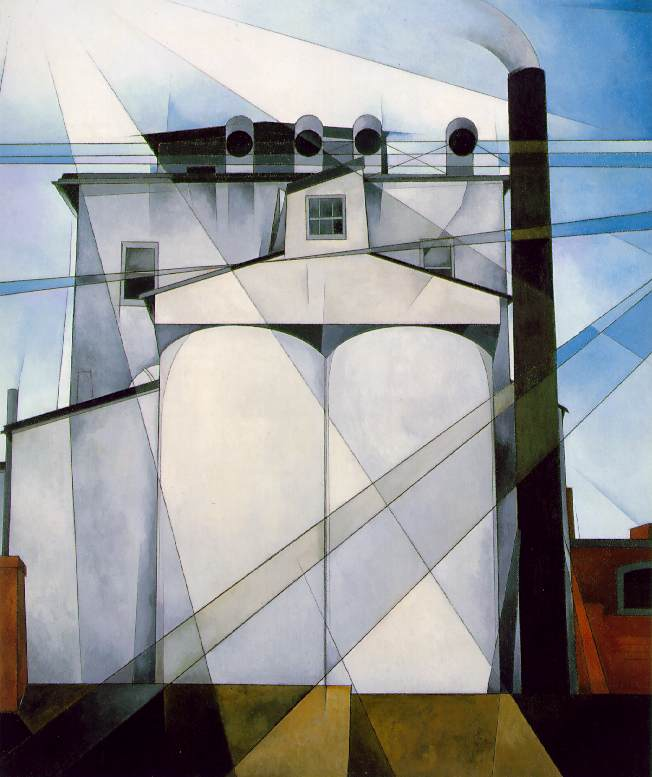
Charles Demuth, Mój Egipt, 1927